# Rybaki (województwo zachodniopomorskie)
Rybaki (niem. Ziegenhagen) wieś sołecka w Polsce położona w województwie zachodniopomorskim, w powiecie choszczeńskim, w gminie Recz. W latach 1975–1998 miejscowość administracyjnie należała do województwa gorzowskiego. W roku 2007 wieś liczyła 199 mieszkańców. 

## Geografia
Wieś leży ok. 4,5 km na północ od Recza, nad rzeką Iną, ok. 500 m na zachód od drogi wojewódzkiej nr 151, przez wieś prowadzi czerwony Szlak Hetmana Stefana Czarnieckiego ze Stargardu do Recza.

## Historia
Gród w Rybakach nad Iną został wzniesiony wcześnie, bo już ok. poł. VII wieku. Aby strzec linii obronnej na Inie w IX - X wieku na tym odcinku rzeki funkcjonowało 6 grodów: w Rybakach, trzy grody w Reczu i po jednym w Pomieniu i Sławęcinie. Przypuszczalnie w XIII wieku w okresie kolonizacji niemieckiej powstała wieś Rybaki, wymieniana w 1337 r. jako Ziegenhagen. Należała wówczas do rycerskiego rodu von Zehdenów spod Recza, być może w owym okresie istniał we wsi kamienny kościół. Kolejnymi właścicielami wsi był ród von Günstenberg (1601 - 1745), a w 1690 r., jeszcze jako właściciela wymienia się Hansa R. von Arnswalde. W 1. poł. XVIII wieku Rybaki wielokrotnie zmieniały właścicieli, aż do 1760 r., kiedy nabył je Hans A. von Blumenthal – właściciel Sokolińca. Za jego życia w 1756 r. dobra w Sokolińcu i Sicku poddano alodyfikacji. W 1783 r. majątek w Rybakach nabył Ewald F. von Wedel, a w 1812 mieszczanin – niejaki Hoffmüller. Zabudowa gospodarcza usytuowana była na wysokim, zachodnim brzegu Iny, park ukształtowano na stromej skarpie i w dolinie rzeki. Najprawdopodobniej nastąpiło to w 2. poł. XVIII w. Już w 1784 r. potwierdzono istnienie młyna wodnego na Inie, który funkcjonował od maja do listopada. Młyn posiadał dwa koła, jeden kanał, dwa złożenia kamieni. Wymienia się także młynarza Augusta Neumanna. Młyn funkcjonował do końca lat 80. XX wieku. Obecnie młyn nie działa, jest w rękach prywatnych. Do 1945 r. dzieje majątku w Rybakach związane były z właścicielami majątku w Sokolińcu. Podczas II wojny światowej w lutym i marcu 1945 r. w Suliborku przebiegała linia frontu. Obie miejscowości w tym czasie wielokrotnie przechodziły z rąk do rąk. Zniszczeniu uległ kościół, większość zabudowy chłopskiej i folwarcznej, w tym także pałac. Po II wojnie dobra upaństwowiono, następnie utworzono Państwowe Gospodarstwo Rolne, wzniesiono nowe budynki gospodarcze i bloki mieszkalne. Po ich rozwiązaniu w zasobach Agencji Własności Rolnej Skarbu Państwa.